# Jai Guru Deva Om
Jai guru deva om est un mantra sanskrit, notamment connu pour être récité dans les chansons Across the Universe des Beatles et All This is That des Beach Boys.
« Jai » signifie « Victoire » ou « Gloire à » ; « Guru » veut dire « Maître » ou « Enseignant » ; « Dev » ou « Deva » signifie « Divin » ; « om » est considéré comme le son primordial de l'Univers. L'ensemble signifie : « Toute gloire au maître divin ».